# Im Bett
Im Bett (Originaltitel: En la cama) ist ein chilenischer Spielfilm aus dem Jahr 2005. Inszeniert wurde der kammerspielartige Film von Matías Bize. Die zwei einzigen Rollen spielen Blanca Lewin und Gonzalo Valenzuela.

## Handlung
Der Film beginnt mit Sex in einem Hotelzimmer zwischen Bruno und Daniela, die sich in derselben Nacht auf einer Geburtstagsparty in Santiago de Chile kennengelernt haben. Dann nennen sie sich ihre Namen. Beide gehen davon aus, dass es bei einem One-Night-Stand bleiben wird und schütten sich gegenseitig ihr Herz aus. Zwischendurch lieben sie sich. Daniela erzählt von sich und über die Scheidung ihrer Eltern. Sie sei nicht das erste Mal mit einem Fremden ins Bett gegangen. Früher habe sie unter Bulimie gelitten. Außerdem habe sie einen Freund, Rodrigo, gehabt, der öfters handgreiflich wurde. Sie habe ihm aber immer wieder vergeben, er sei im Augenblick auf einer Geschäftsreise.
Bruno erzählt von der Trennung von seiner Freundin Franziska. Außerdem erzählt er Daniela, dass sein Bruder während seiner Kindheit verschwunden sei. Bruno erfährt über ein mitgehörtes Telefonat, dass Daniela bereits auf der Party ihrer Freundin angekündigt habe, mit ihm, den sie ins Auge gefasst habe, ins Bett zu gehen. Bruno ist darüber überrascht und erzählt, bezüglich ihr das Gleiche zu einem Freund gesagt zu haben. Als Bruno Daniela beim Sex aus Versehen „Franziska“ nennt, ist diese empört.
Als Bruno zur Toilette geht, sieht Daniela in seinem Geldbeutel nach und entdeckt ein Foto zweier kleiner Kinder. Als Daniela in der Toilette ist, durchsucht Bruno ihre Handtasche und findet Hochzeitskarten, aus denen hervorgeht, dass Daniela in ein paar Tagen Rodrigo heiraten wird. Beide sprechen sich nicht darauf an, aber Daniela erzählt von ihrer bevorstehenden Hochzeit. Als es Tag wird, kuschelt sich Daniela an Bruno an. Der Film endet ungewiss, deutet aber an, dass es beim One-Night-Stand bleiben wird.

## Produktion
Der Film sollte Chiles Beitrag bei der 79. Oscarverleihung  als bester fremdsprachiger Film werden, wurde jedoch nicht akzeptiert. Der Film gewann mehrere Filmpreise. Der Film kann als Neuauflage des französischen Spielfilms Eine Sommernacht in der Stadt (Nuit d’été en ville) von 1990 gesehen werden, der nahezu die gleiche Handlung hat. 2010 erschien ein ähnlicher Film mit dem Titel Eine Nacht in Rom (Habitación en Roma), der eine ähnliche Situation zwischen zwei Frauen schildert. Der Film wurde unter anderem von der Filmstiftung Nordrhein-Westfalen unterstützt.

## Festivals und Auszeichnungen
2005 Festival Internacional de Viña del Mar (Viña del Mar International Festival)
International premiere Festival Internacional de Cine de Mar del Plata (Mar del Plata International Film Festival)
Ariel Awards, Mexico 2007
- Bester lateinamerikanischer Film – Matías Bize (nominiert)

Arts and Entertainment Critics Awards
- Chile-Kritikerpreis (gewonnen)

APES Award
- Beste Darstellerin – Blanca Lewin (gewonnen)

Chileans Altazor Awards 2006
- Beste Darstellerin – Blanca Lewin (gewonnen)
- Bester Darsteller – Gonzalo Valenzuela (nominiert)

Goya 2007
- Bester ausländischer Film in spanischer Sprache – Matías Bize (nominiert)

Havana Film Festival 2005
- Bestes Drehbuch: Julio Rojas (gewonnen)
- Dritter Preis für Matías Bize

House of the Americas AwardMatías Bize (gewonnen)
Martin Luther King Memorial Center AwardMatías Bize (gewonnen)
Lima Latin American Film Festival 2006
- Beste Darstellerin – Blanca Lewin (gewonnen) (zusammen mit Lilian Taublib für Crime Delicado)
- Bestes Drehbuch – Julio Rojas (gewonnen)

Valladolid International Film Festival 2005
- Golden Spike für Matías Bize (gewonnen)

Viña del Mar Film Festival 2006
- Beste Darstellerin – Blanca Lewin (gewonnen)